# 東京レーシング-HEAT-
『東京レーシング-HEAT-』（とうきょうレーシング ヒート）は、ゲームロフトが携帯電話向けに配信している、東京を舞台にしたレースゲームである。

## 登場車種
- スバル・インプレッサWRX
- マツダ・風籟 - マツダのコンセプトカー。
- RX-8
- ランサー・エボリューションX
- 日産・GT-R
- トヨタ・スープラ
- ホンダNSX
- アキュラS5000
- ホンダ・シビック - 今回はタイプRが登場。